# Cabomba aquatica
Espèce
Classification phylogénétique
Synonymes
- Cabomba aubletii Michx.
- Cabomba schwartzii Rataj
- Nectris aquatica (Aubl.) J.F. Gmel.
- Nectris peltata Pursh[1]

Cabomba aquatica est une espèce de plantes à fleurs du genre Cabomba et de la famille des Cabombaceae. C'est une plante aquatique vivace d'origine néotropicale qui vit dans les eaux douces stagnantes ou dans les lacs et rivières à faible courant. Elle est communément utilisée en aquariophilie comme plante d'aquarium.

## Description
Cabomba aquatica se propage principalement de façon asexuée par fragmentation des tiges de la plante mère. Elle produit alors des racines adventives à partir de ses nœuds. Les tiges sont constituées de portions basales horizontales ainsi que de portions ascendantes qui atteignent généralement la surface pour sa floraison jaune caractéristique. Les tiges peuvent atteindre 50 cm de longueur (plusieurs mètres dans son milieu naturel).
Cabomba aquatica présente un dimorphisme foliaire avec des feuilles laciniées le long des tiges immergées, et des feuilles flottantes entières peltées au niveau des parties apicales de la tige atteignant la surface. De fines stries rouges peuvent apparaissent sur les tiges et les pétioles.
Chez Cabomba aquatica, chaque carpelle produit un seul ovule. Le rapport pollen/ovule est d'env. 1000:1. Cette plante est facultativement xénogame. Le carpelle évolue en un fruit indéhiscent et semblable à un follicule. La graine est généralement de forme ovale.

## Distribution et habitat
Cabomba aquatica est originaire du nord de l'Amérique du Sud : Colombie, Guyana, Suriname, Guyane, Brésil, Venezuela. Cette herbe aquatique immergée, à feuilles terminales flottantes, affectionne les marais littoraux, fossés, étangs d'eau plus ou moins stagnante, ruisseaux ou le long des berges des rivières calmes, entre 0 et 100 mètres d'altitude.
Elle se développe dans des conditions aquatiques d'eau douce ou dure avec peu de lumière. Elle prospère à un pH compris entre 6 et 7,5 et à une température de 22 à 28 °C (elle supporte un éclairage intense, des pH acides, des températures assez élevées).

## Usages et culture
Cabomba aquatica est bénéfique pour les lacs, les barrages et les rivières par l'oxygénation de la colonne d'eau et l'absorption du dioxyde de carbone. Elle contribue au fonctionnement global des plans d'eau. Elle sert également de nourriture à la faune et contribue ainsi au maintien des écosystèmes aquatiques.
Cabomba aquatica est également importante dans l'écosystème aquatique : elle joue le rôle d'accumulatrice de métaux lourds et présente un grand potentiel pour la phytoremédiation dans les plans d'eau. Parmi les autres plantes aquatiques pouvant avoir le même emploi, citons : Vallisneria spiralis et Echinodorus cordifolius . Ces plantes constituent des modèles pour la recherche, la modélisation et l'expérimentation de diverses théories écologiques sur la succession et l'évolution des plantes, ainsi que sur le cycle des métaux et des nutriments.
Cabomba aquatica est facile à cultiver en laboratoire et donc couramment employée pour des études écotoxicologiques. Elle est alors cultivée dans une solution nutritive et cultivée davantage dans des aquariums dont les environnements sont contrôlés. Les aquariums doivent être équipés de tubes fluorescents pour produire 14⁄10 heures de lumière (photopériodes sombres) à une température de 24-28 °C. On laisse alors 3 jours à la plante pour s'acclimater.

## Histoire naturelle
En 1775, le botaniste Aublet propose la diagnose suivante :

« CABOMBA aquatica. (Tabula 124.)

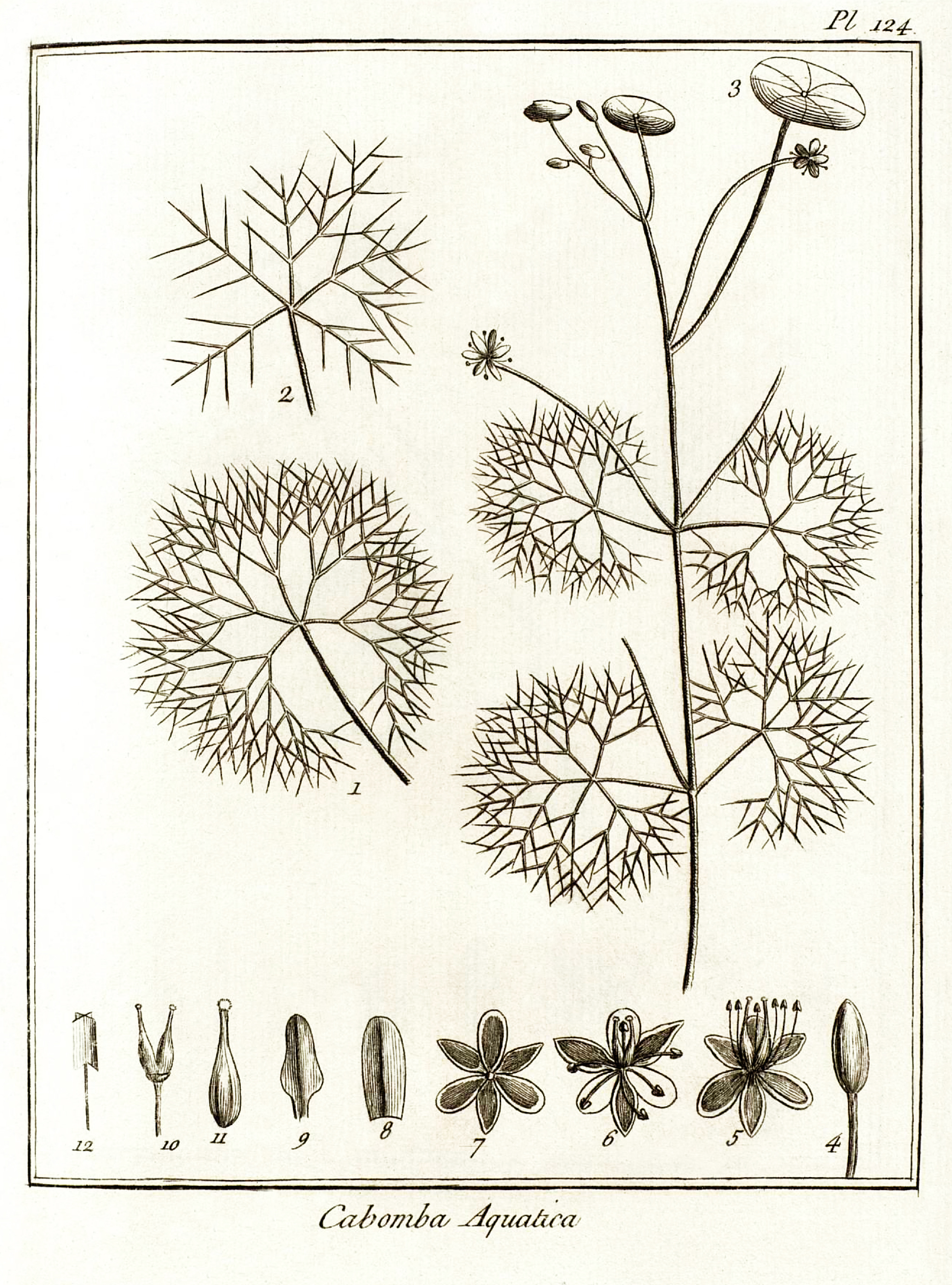
Cabomba aquatica par Aublet (1775) Planche 124. 1. feuille groſſie du bas de la tige. - 2. Portion de la feuille. - 3. Feuille qui nage ſur l'eau. - 4. Bouton de fleur. - 5. Corolle. Piſtil. Étamines. - 6. Corolle. Piſtil. Étamines. - 7. Corolle. - 8. Lobe extérieur de la corolle. - 9. Lobe intérieur. - 10. Ovaires. Styles. Stigmates. - 11. Capſule. - 12. Étamine.

Planta herbacea, in aquis demerſa, caules plures, longos, lentos, ramoſus, cylindraceos, è radice emittens. Folia caulina, oppoſita, petiolata, in lacinias plures tenuiſſimas, capillaceas, oppoſitas, plurifariam diviſa. Folia terminalia alterna. Longè petiolata, peltata, integra, orbiculata, nataſitia. Flores ſolitarii, axillares, longo pedunculo ſuffulti. Corolla lutea.
Habitat in ſtagnis & rivulis Caïennæ & Guianæ. »

« LA CABOMBE aquatique. (PLANCHE 124).
Cette plante croît dans les étangs, & les rivières ou le courant de l'eau n'eſt pas rapide ; elle pouſſe de longues tiges branchues, rameuſes, noueuſes & fiſtuleuſes, garnies a chaque nœud de deux feuilles oppoſées. Ces feuilles ſont vertes, partagées en cinq branches qui ſe diviſent en trois autres, ſe ſubdiviſent ainſi juſqu'à trois fois, & ſe terminent par deux diviſions ; ces diviſions ſont très menues. On a repréſenté une feuille de grandeur naturelle ; telles ſont les feuilles qui ſont au bas de la tige. Celles qui viennent au ſommet des tiges, nagent ſur la ſurface des eaux; elles ſont alternes, entières, ovales, portées par le centre ſur un long pédoncule comme dans l'hydrocotyle. Les fleurs naiſſent ſur un long pédoncule qui fort de l'aiſſelle des dernières feuilles. On en rencontre quelquefois une à l'aiſſelle des feuilles ſupérieures & découpées. 
Le calice des fleurs eſt profondément diviſé en ſix parties, trois extérieures, vertes en dehors, & jaunes en dedans ; trois intérieures entièrement jaunes, plus petites, obtuſes par le haut, & étroites par le bas. 
Les étamines ſont au nombre de ſix, attachées au bas de chaque diviſion. Leur filet eſt grêle. L'anthère eſt à deux bourſes, & à quatre angles. Le piſtil qui occupe le centre eſt compoſé de deux ovaires oblongs, ſurmontés chacun de deux styles termines par un stigmate obtus. 
Ces ovaires deviennent deux capsules a une loge remplie de menues semences. 
On a groſſi les parties détachées de la fleur. Cette plante croît dans les mares & ruiſſeaux de l'île de Caïenne & de la grande terre. »

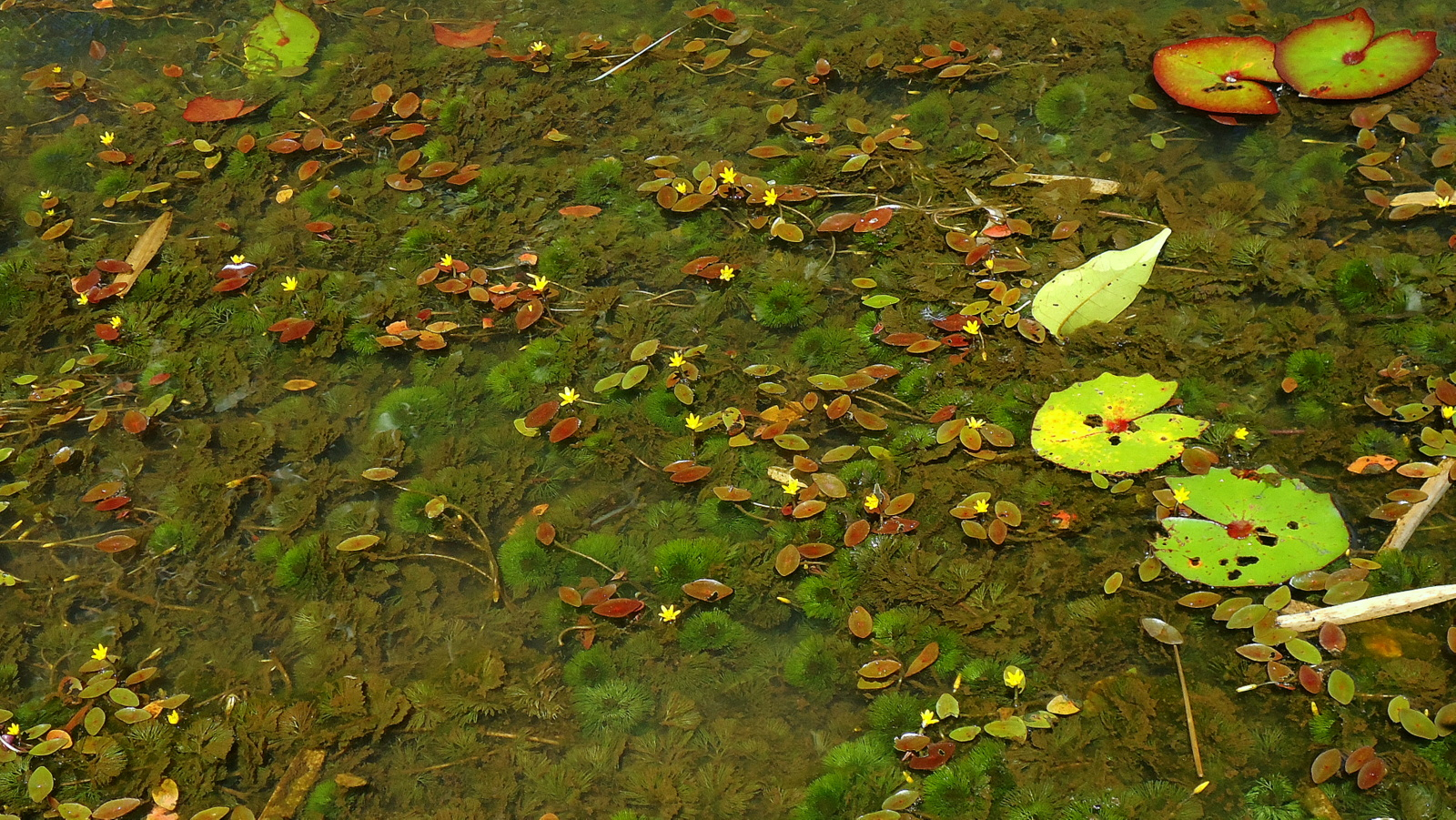
Population de Cabomba aquatica (Bahia, au Brésil).
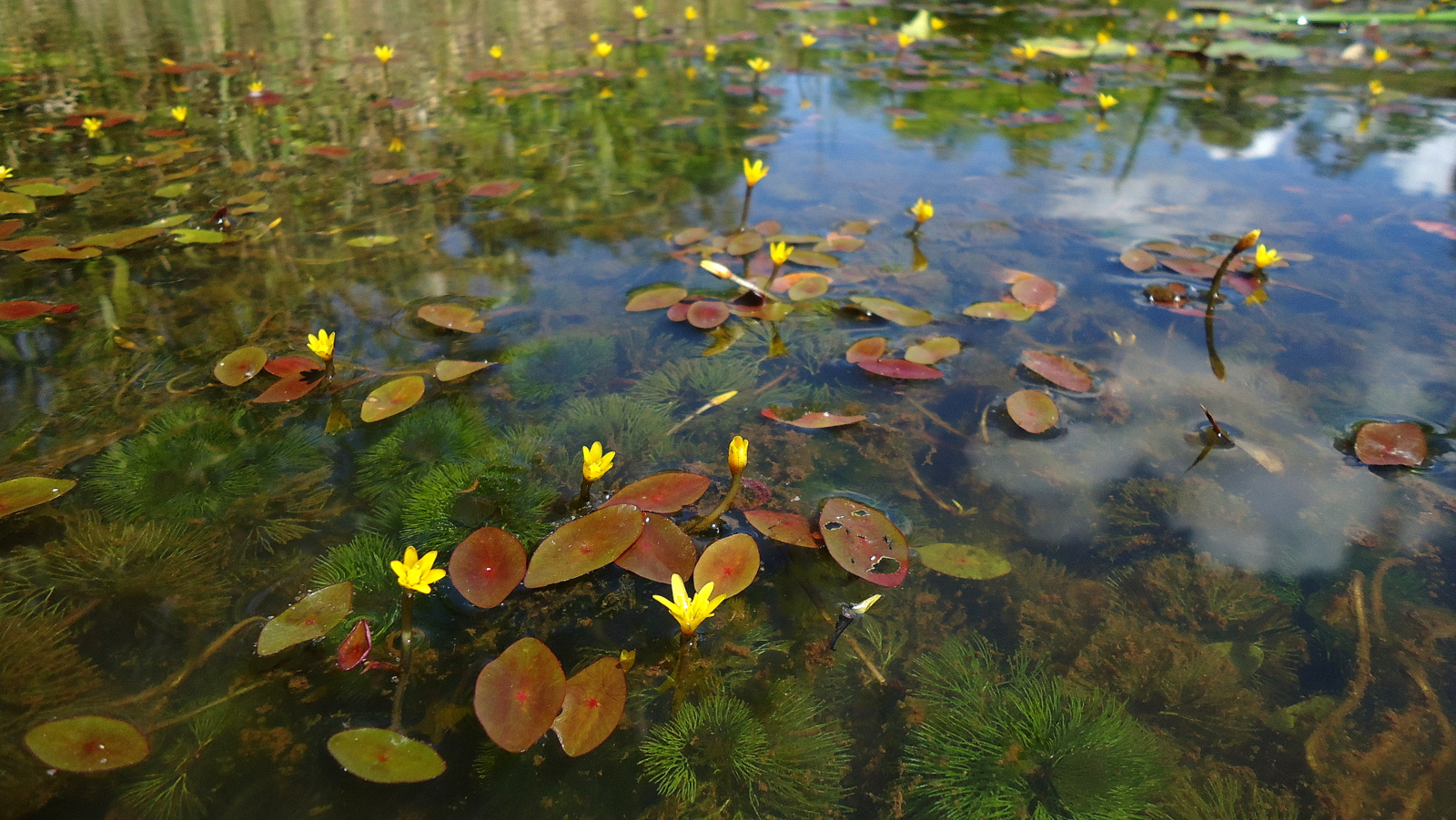
Population de Cabomba aquatica.
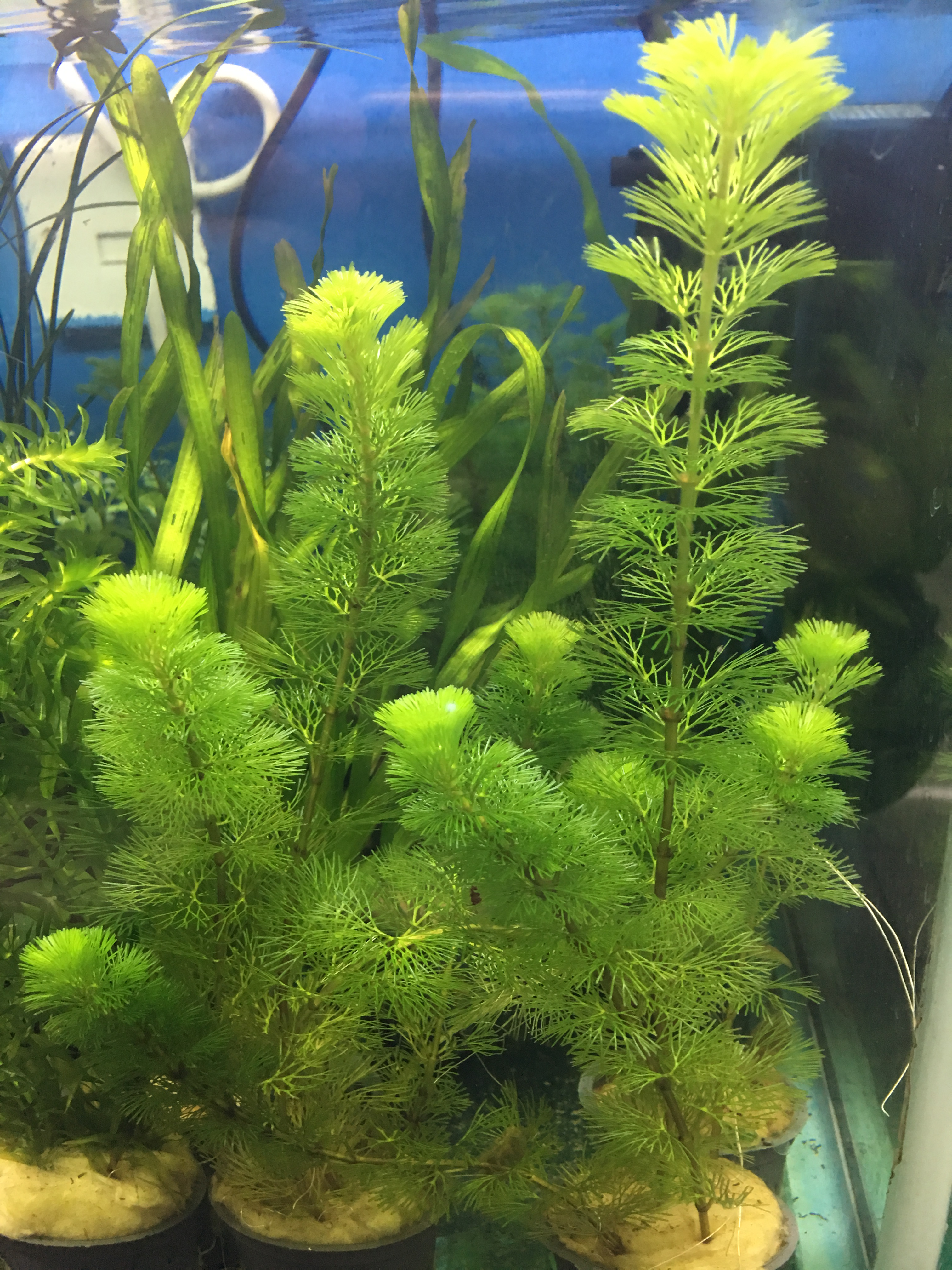
Cabomba aquatica dans un aquarium.
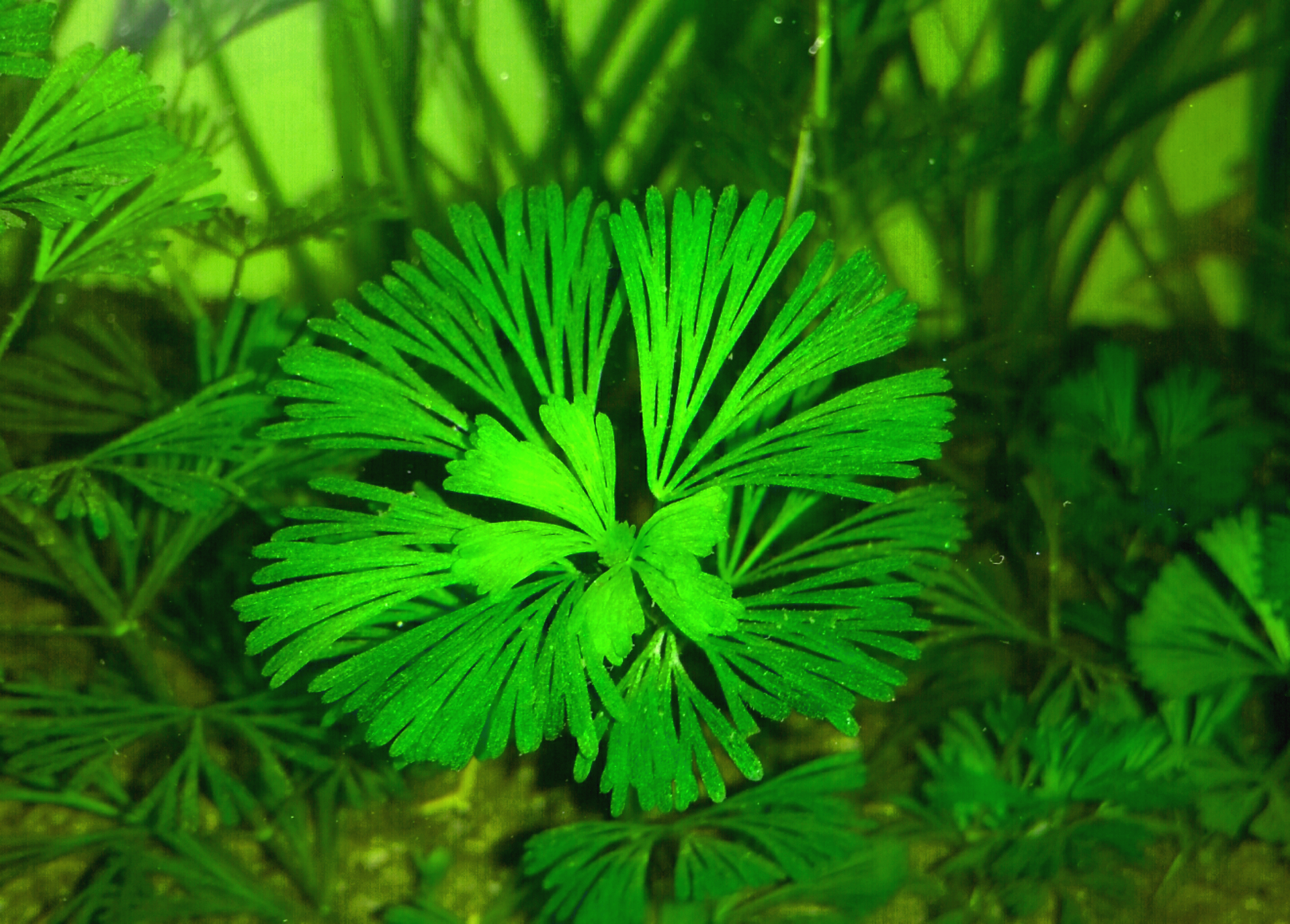
jeune feuille immergée de Cabomba aquatica dans un aquarium.
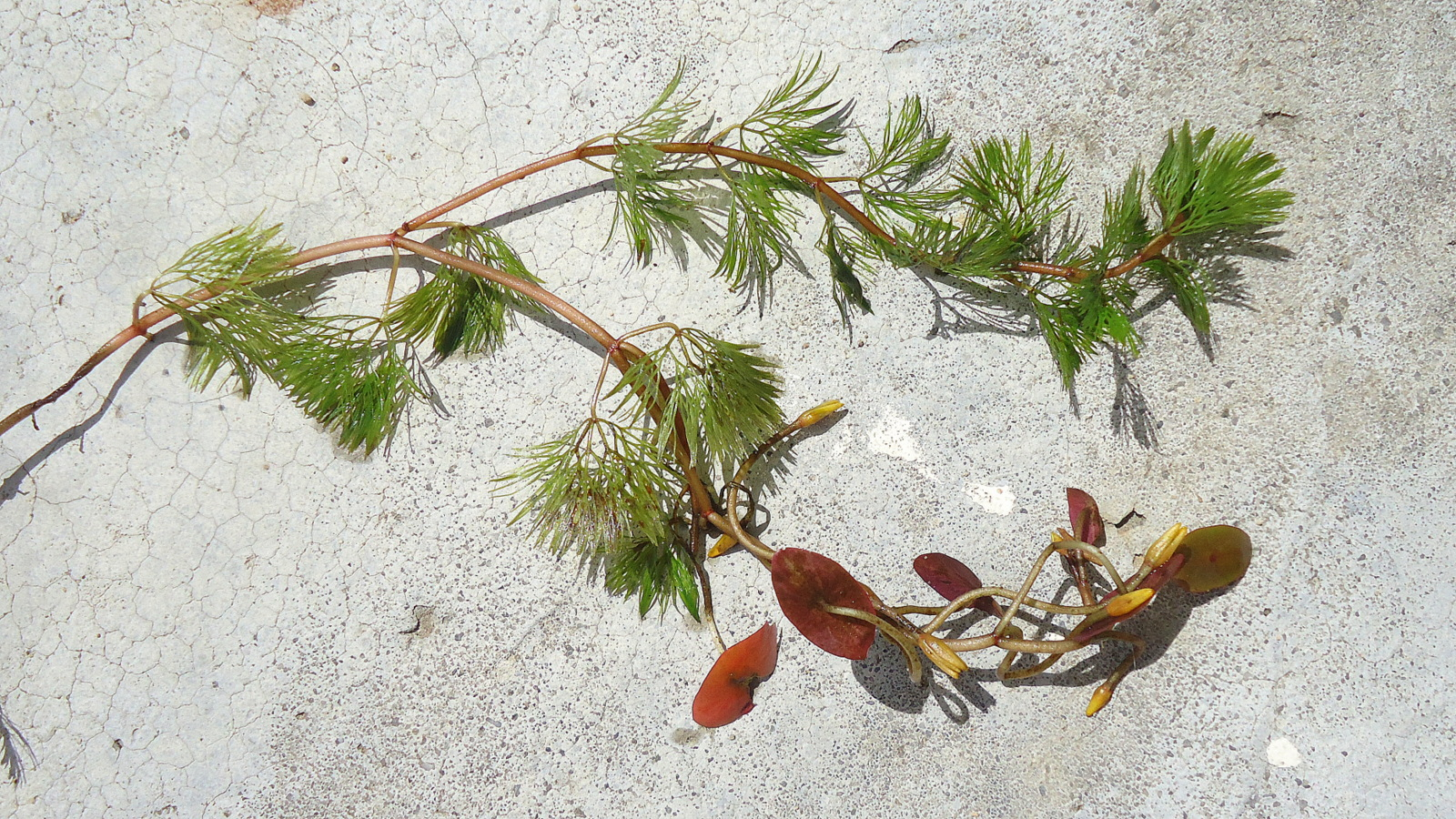
Rameau terminal de Cabomba aquatica sorti de l'eau.
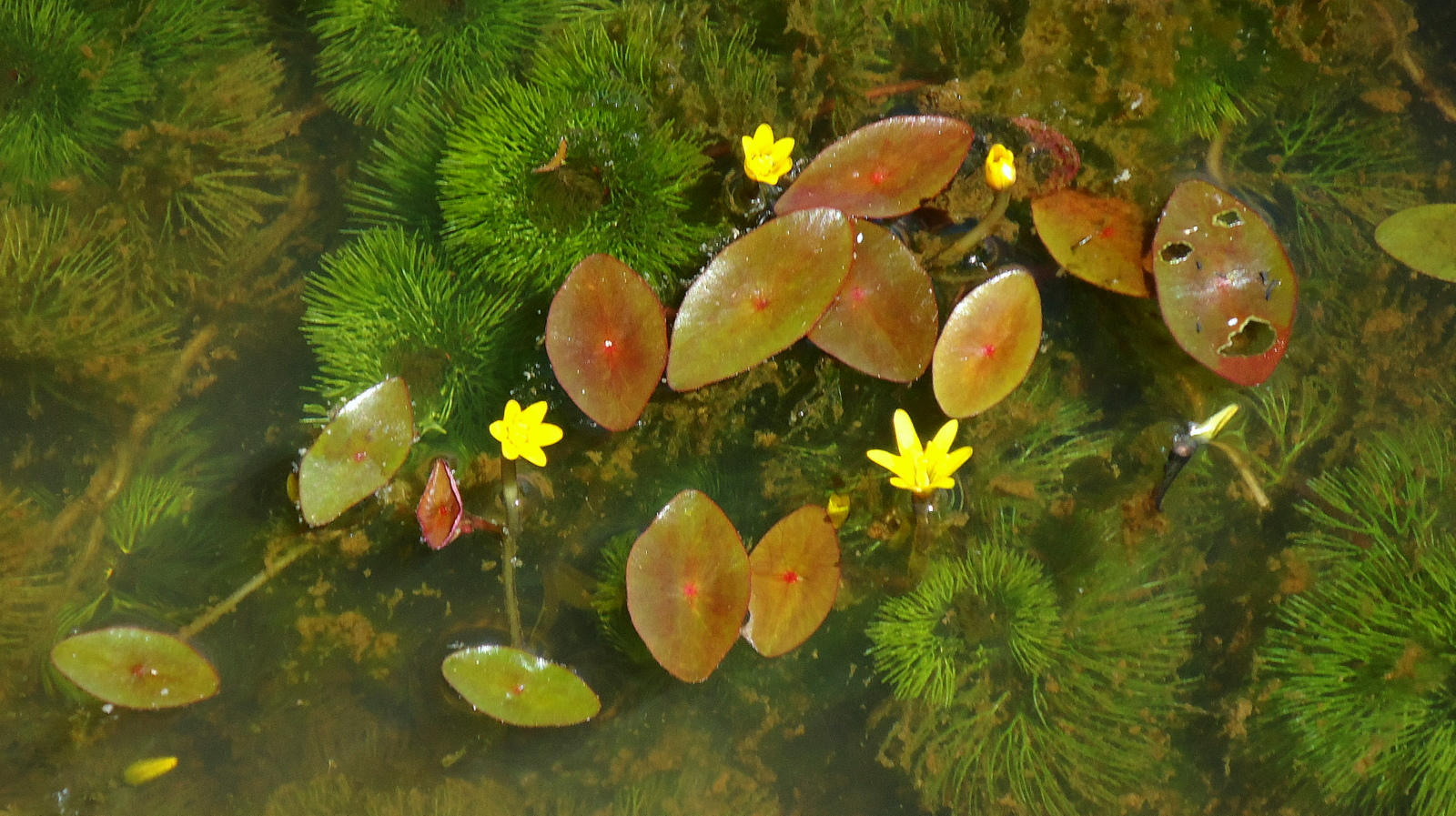
Fleurs et feuilles immergées et flottantes de Cabomba aquatica.
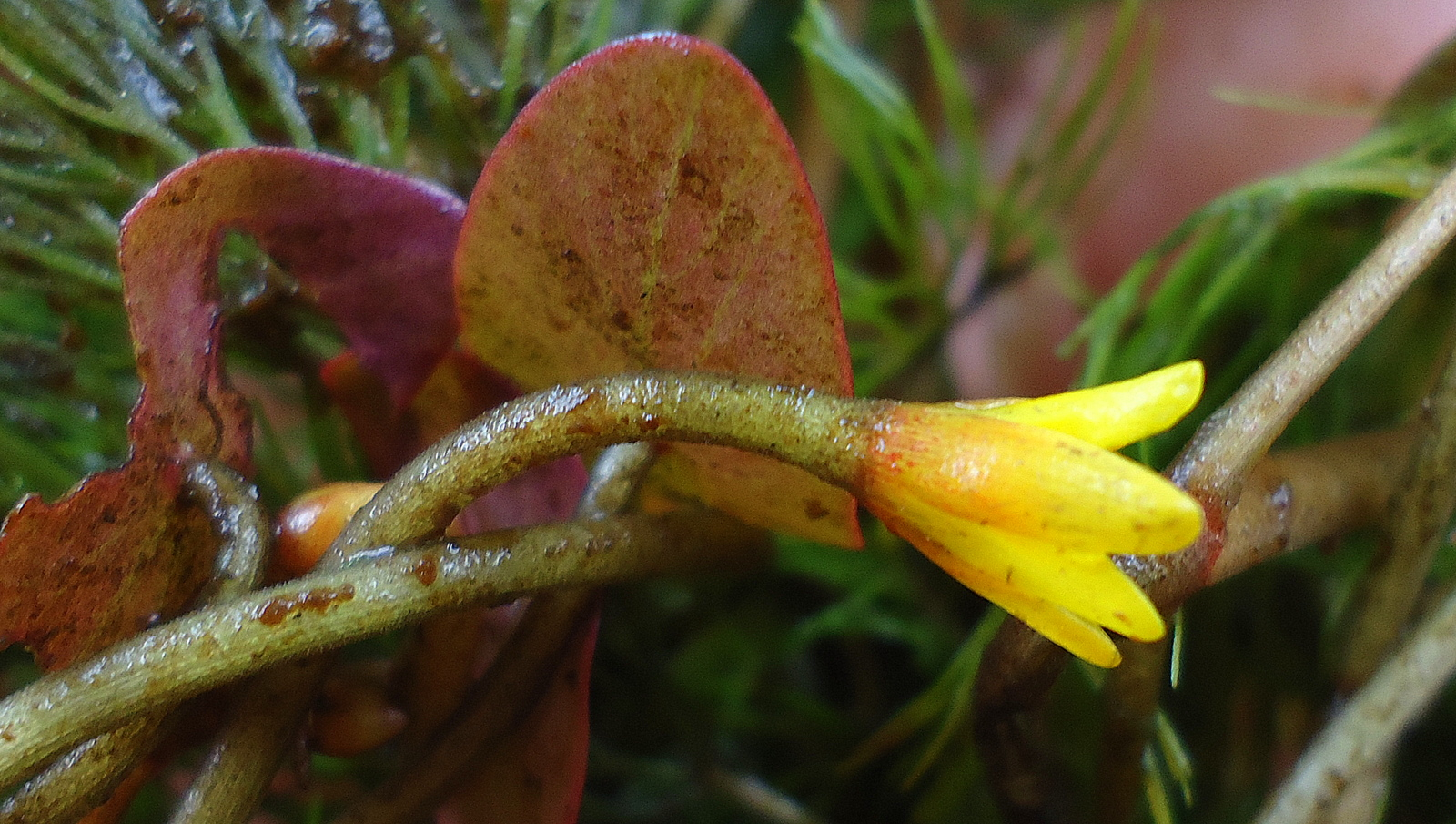
Détail fleur et de feuilles de Cabomba aquatica.